# Ricardo Azevedo Alves
Ricardo Azevedo Alves (Ginevra, 2 dicembre 2001) è un calciatore svizzero, centrocampista dell'Étoile Carouge.

## Carriera

### Club
Di origini portoghesi, è cresciuto nel settore giovanile del Servette. Ha esordito in prima squadra il 3 novembre 2019, nell'incontro di Super League vinto 3-0 contro lo Young Boys.

### Nazionale
Ha giocato in tutte le nazionali giovanili svizzere comprese tra l'Under-15 e l'Under-20.

## Statistiche

### Presenze e reti nei club
Statistiche aggiornate al 10 aprile 2022.
| Stagione        | Squadra         | Campionato      | Campionato | Campionato | Coppe nazionali | Coppe nazionali | Coppe nazionali | Coppe continentali | Coppe continentali | Coppe continentali | Altre coppe | Altre coppe | Altre coppe | Totale | Totale |
| Stagione        | Squadra         | Comp            | Pres       | Reti       | Comp            | Pres            | Reti            | Comp               | Pres               | Reti               | Comp        | Pres        | Reti        | Pres   | Reti   |
| --------------- | --------------- | --------------- | ---------- | ---------- | --------------- | --------------- | --------------- | ------------------ | ------------------ | ------------------ | ----------- | ----------- | ----------- | ------ | ------ |
| 2019-2020       | Servette        | ASL             | 14         | 0          | CS              | 0               | 0               |                    | -                  | -                  |             | -           | -           | 14     | 0      |
| 2020-2021       | Servette        | ASL             | 9          | 0          | CS              | 1               | 0               | UEL                | 0                  | 0                  |             | -           | -           | 10     | 0      |
| 2021-2022       | Servette        | ASL             | 3          | 0          | CS              | 1               | 0               | UECL               | 0                  | 0                  |             | -           | -           | 4      | 0      |
| Totale carriera | Totale carriera | Totale carriera | 26         | 0          |                 | 2               | 0               |                    | 0                  | 0                  |             | -           | -           | 28     | 0      |